# Martinho da Vila
Martinho da Vila   (Duas Barras, 12 de febrer de 1938), nom artístic de Martinho José Ferreira, és un cantautor brasiler, una de les figures més rellevants en la història de la samba. És pare de la cantant Mart'nália.

## Biografia

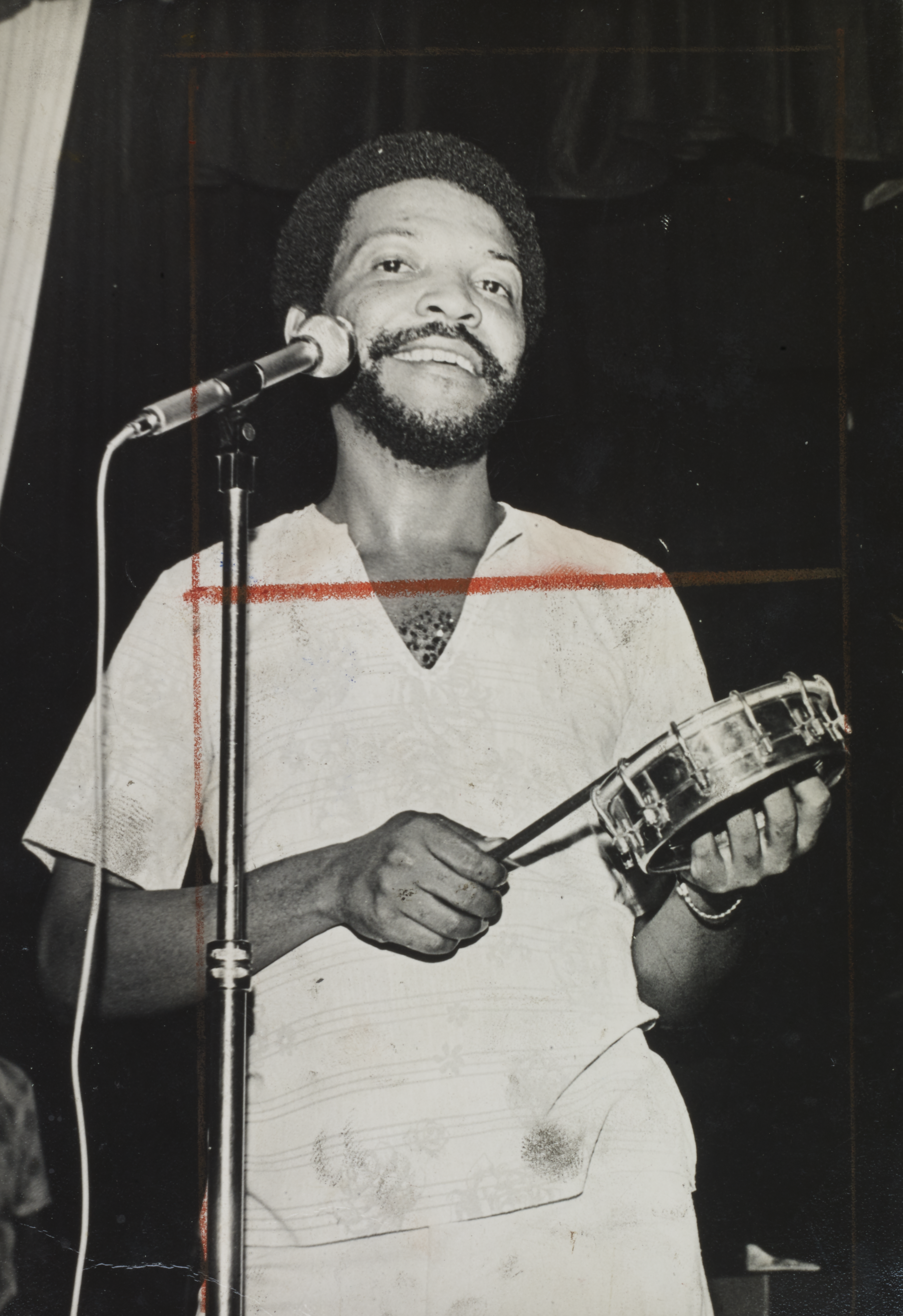
Martinho da Vila, 1973.

Fill de Teresa de Jesus i Josué, pagesos de l'interior de l'estat de Rio de Janeiro, la família va traslladar-se a l'antiga capital federal quan Martinho tenia quatre anys. La seva primera feina va ser d'auxiliar de químic industrial. Més tard, va servir a l'Exèrcit brasiler, com sergent. Gràcies a aquesta institució va poder entrar en l'Escola d'Instrucció Especialitzada. Va formar-se com administratiu comptable, professió que va abandonar per esdevenir músic professional.
Va començar a fer-se un nom en la música arran de la participació en el III Festival de Música Popular Brasilera de la TV Record, el 1967, quan va concórrer amb la música Menina moça. L'èxit li va arribar l'any següent, en la IV edició del mateix Festival, amb la cançó Casa de Bamba, un dels clàssics de Martinho.
L'any 1969 va poder publicar el primer àlbum, titulat Martinho da Vila, on ja va demostrar l'extensió del seu talent com a compositor i músic, incloent, a més de Casa de Bamba, temes com O Pequeno Burguês, Quem é Do Mar Não Enjoa i Prá Que Dinheiro. Aquest LP va entrar en la 99a posició en el llibre Os 500 maiores álbuns brasileiros de todos os tempos, de 2022.
De seguida va convertir-se en un dels artistes brasilers més respectats i en un dels màxims venedors de discs del país. Per exemple, va ser el segon sambista en sobrepassar la marca d'un milió de còpies comercialitzades -en aquella època, disc de diamant- de l'àlbum Tá Delícia, Tá Gostoso llançat el 1995.
La celebració del 75è aniversari del cantant, així com els 45 anys de carrera, va coincidir amb l'edició del segon volum de la sèrie Sambabook (2013), un àlbum tribut on importants cantants brasilers versionaven els grans èxits de Martinho.

### Estil
Encara que internacionalment és conegut per la seva faceta de sambista, Martinho da Vila és un legítim representant de la MPB i un compositor eclèctic, havent treballat amb la vasta diversitat de la cultura brasilera i creat músiques dels més variats ritmes brasilers, tals com ciranda, frevo, samba de roda, capoeira, bossa nova, calango, samba-enredo, toada i sambes africans. Aquesta tasca d'investigador es pot percebre, per exemple, en el disc O Canto das Lavadeiras (1989), basat en la cultura brasilera, o en Lusofonia (2000), que reuneix cançons de tots els països parlants de llengua portuguesa.
El setembre de 2000 va culminar, en el Theatro Municipal de Rio de Janeiro, un dels seus grans projectes: la presentació del "Concert Negre". Idealitzat per Martinho i pel mestre Leonardo Bruno, l'espectacle se centra en la participació de la cultura negra en la música erudita.
Martinho da Vila també va crear el Grup Empresarial ZFM, que engloba, entre d'altres, un segell musical que descobreix sambistes novells, o una editorial, amb la que va publicar la seva primera novel·la, Joana e Joanes.

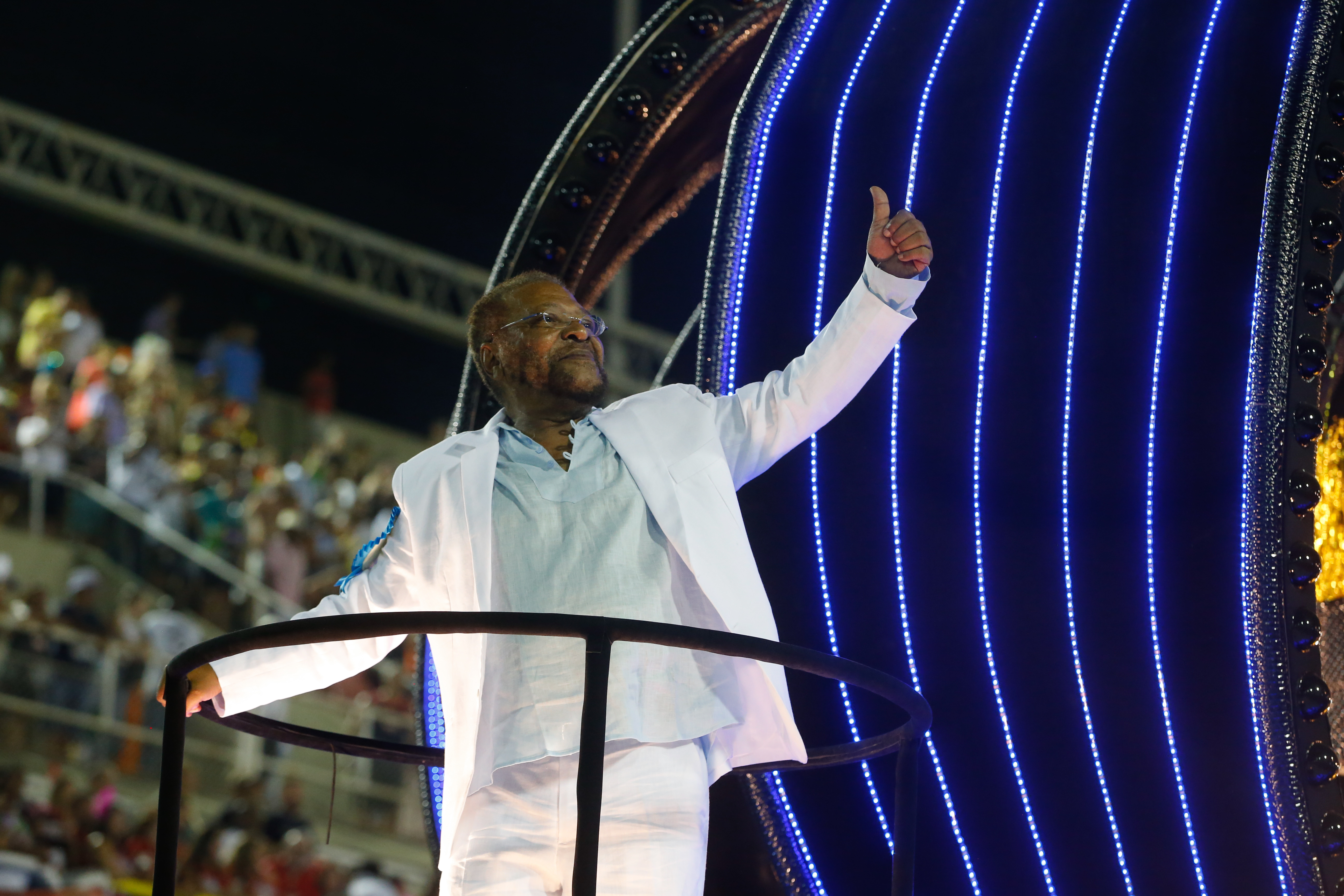
Martinho, president d'honor de la GRES Unidos de Vila Isabel, durant el Carnaval de 2018.

### Escola de samba
L'afició a l'escola de samba GRES Unidos de Vila Isabel va iniciar el 1965. Anteriorment, haiva participat de l'extinta Aprendizes da Boca do Mato. Des d'aquesta època, signa diversos samba-enredos de l'escola. Amb Kizomba: A Festa da Raça, va aconseguir per l'agremiació el títol del Grup Especial de l'any 1988. Després d'una llarga absència de 17 anys, l'any 2000 Martinho va escriure un altre enredo per la Vila Isabel, que celebrava el centenari de Noel Rosa, un altre artista adepte de l'escola.
Tunico da Vila, fill de Martinho, va ser l'autor de la samba guanyadora de 2013, A Vila Canta o Brasil, Celeiro do Mundo. Água no Feijão, que Chegou Mais Um.

## Vida personal

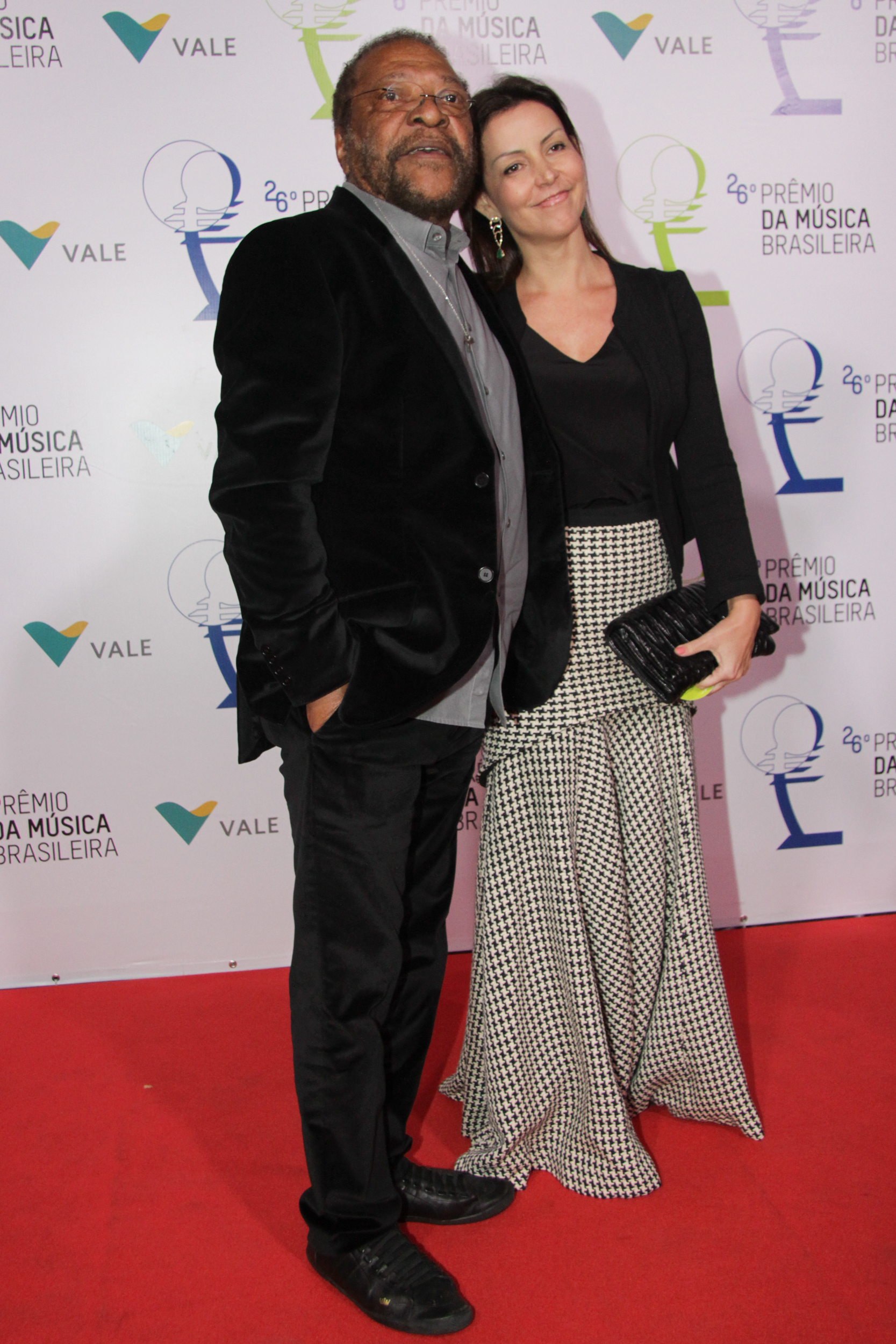
Amb la seva dona, Cléo Ferreira, 2015.

Quan Martinho va començar a guanyar fama, l'ajuntament de Duas Barras -localitat natal del cantant- va convidar-lo per retre-li homenatge. Estant allà, va descobrir que la finca Fazenda do Cedro Grande, on havia nascut, estava en venda. No va dubtar en comprar-la i instal·lar-hi un centre social, escola d'adults i taller de música per a joves i gent gran.
Martinho té vuit fills, incloent Mart'nália, Tunico da Vila i Maíra Freitas. Els tres fills més grans els va tenir amb la cantant Anália Mendonça, mentre que els tres següents són fills de l'activista cultural i exregidora de Rio, Lícia Maria Caniné "Ruça". Des de 1993, està casat amb Clediomar Corrêa Liscano -mare dels dos fills més joves de l'artista. S'havien conegut sis anys abans, durant l'enregistrament d'un videoclip, quan Cléo en tenia 16 i el cantant, 49.
El músic és aficionat al futbol i seguidor del Vasco da Gama, equip al que va compondre dues cançons. És, des de 2005, afiliat al Partit Comunista del Brasil (PCdoB). El 2017, als 79 anys, Martinho va ingressar en la facultat de Relacions Internacionals de la Universitat Estácio de Sá, en la ciutat de Rio de Janeiro. L'any 2008 va ser diagnosticat de càncer de pròstata, que va superar.

## Homenatges i condecoracions
Entre els títols rebuts per Martinho de la Vila, estan els de Ciutadà Carioca, Ciutadà Benemèrit de l'Estat de Rio de Janeiro, Comanador de la República (en grau d'oficial) i l'Orde del Mèrit Cultural, pel seu treball a favor de la cultura brasilera. Ha sigut condecorat amb la Medalla Tiradentes i la Medalla Pedro Ernesto. El 2017, Martinho va rebre de la Universitat Federal de Rio de Janeiro el títol de Doctor Honoris Causa. Va rebre també el títol honorífic d'Ambaixador Cultural d'Angola i el d'Ambaixador de la Bona Voluntat de la Comunitat de Països de Llengua Portuguesa, per divulgar la lusofonia i incentivar les relacions lingüístiques de la llengua portuguesa.
Martinho és també membre de l'Acadèmia de Belles Arts de l'Institut de França, havent estat condecorat amb la medalla d'honor d'aquesta institució. El 2019, Martinho va rebre a Portugal el Premi de la Lusofonia, en la categoria musical, «pel treball constant i de qualitat superior al nivell de composició, música i actuació escènica, reconegut com un dels més notables ambaixadors de la música brasilera i de tota la lusofonia».
Martinho va ser homenatjat per la Mocidade Independente de Inhaúma l'any 1983, amb la samba Da Boca do Mato à Vila Isabel, que va aixecar el públic del Marquès de Sapucaí. En el Carnaval de São Paulo de 2018, Martinho va ser el tema central de l'enredo de l'escola Unidos do Peruche, sota el títol Peruche celebra Martinho: 80 anos do Dikamba da Vila. Unidos va anunciar que al Carnaval de 2021 dedicaria el seu enredo a Martinho, president d'honor de l'agremiació. Com aquell any no es va celebrar la desfilada, a causa de la pandèmia de COVID-19, Canta, Canta, Minha Gente! A Vila é de Martinho! va passar a ser el tema del 2022.
El 2009, va ser llançat el documental O Pequeno Burguês - Filosofia de Vida, que narra la vida artística i privada de l'artista. Els directors van ser Edu Mansur i Marco Mazzola. El 2018, l'escriptora Helena Theodoro va editar la biografia Martinho da Vila – Reflexos no espelho.

## Discografia
| - 1969 - Martinho da Vila (RCA Victor) - 1970 - Meu Laiá-raiá (RCA Victor) - 1971 - Memórias de um Sargento de Milícias (RCA Victor) - 1972 - Batuque na Cozinha (RCA Victor) - 1973 - Origens (Pelo telefone) (RCA Victor) - 1974 - Canta Canta, Minha Gente (RCA Victor) - 1975 - Maravilha de Cenário (RCA Victor) - 1976 - Rosa do Povo (RCA Victor) - 1976 - La Voglia La Pazzia/L' Incoxienza/L' Allegria (RCA Victor) - 1977 - Presente (RCA Victor) - 1978 - Tendinha (RCA Victor) - 1979 - Terreiro, Sala e Salão (RCA Victor) - 1980 - Portuñol Latinoamericano (RCA Victor) - 1980 - Samba Enredo (RCA Victor) - 1981 - Sentimentos (RCA Victor) - 1982 - Verso e Reverso (RCA Victor) - 1983 - Novas Palavras (RCA Victor) - 1984 - Martinho da Vila Isabel (RCA Victor) - 1984 - Partido Alto Nota 10 (CID) - 1985 - Criações e Recriações (RCA Victor) - 1986 - Batuqueiro (RCA Victor) - 1987 - Coração Malandro (RCA Victor/Ariola) - 1988 - Festa da Raça (CBS) - 1989 - O Canto das Lavadeiras (CBS) - 1990 - Martinho da Vida (CBS) - 1991 - Vai Meu Samba, Vai (Columbia/Sony Music) - 1992 - No Templo da Criação (Columbia/Sony Music) - 1992 - Martinho da Vila (Columbia/Sony Music) - 1993 - Escola de Samba Enredo Vila Isabel (Columbia/Sony Music) | - 1994 - Ao Rio de Janeiro (Columbia/Sony Music) - 1995 - Tá Delícia, tá Gostoso (Sony Music) - 1997 - Coisas de Deus (Sony Music) - 1997 - Butiquim do Martinho (Sony Music) - 1999 - 3.0 Turbinado ao Vivo (Sony Music) - 1999 - O Pai da Alegria (Sony Music) - 2000 - Lusofonia (Sony Music) - 2001 - Martinho da Vila, da Roça e da Cidade (Sony Music) - 2002 - Martinho Definitivo (Sony Music) - 2002 - Voz e Coração (Sony Music) - 2003 - Martinho da Vila - Conexões (MZA/Sony Music) - 2004 - Conexões Ao Vivo (MZA/Universal) - 2005 - Brasilatinidade (MZA/EMI) - 2006 - Brasilatinidade Ao Vivo (MZA/EMI) - 2006 - Martinho José Ferreira - Ao Vivo na Suíça (MZA/Universal) - 2007 - Martinho da Vila do Brasil e do Mundo (MZA/Universal) - 2008 - O Pequeno Burguês - ao vivo (MZA Music) - 2010 - Poeta Da Cidade - Canta Noel (Biscoito Fino) - 2011 - Lambendo a cria (MZA Music) - 2011 - 4.5 Atual (Sony Music) - 2013 - Samba Book - Martinho da Vila (Musickeria/Som Livre) - 2014 - Enredo (Biscoito Fino) - 2016 - De Bem com a Vida (Sony Music) - 2018 - Alô Vila Isabeeeel!!! (Sony Music) - 2018 - Bandeira da fé (Sony Music) - 2020 - Rio: Só vendo a vista (Sony Music) - 2022 - Mistura Homogênea (Sony Music) - 2023 - Negra Ópera (Sony Music) |

## Obra impresa
Martinho da Vila s'ha prodigat en la literatura, publicant obres de gènere molt divers. Des de 2014, és membre de l'Acadèmia Carioca de Lletres.

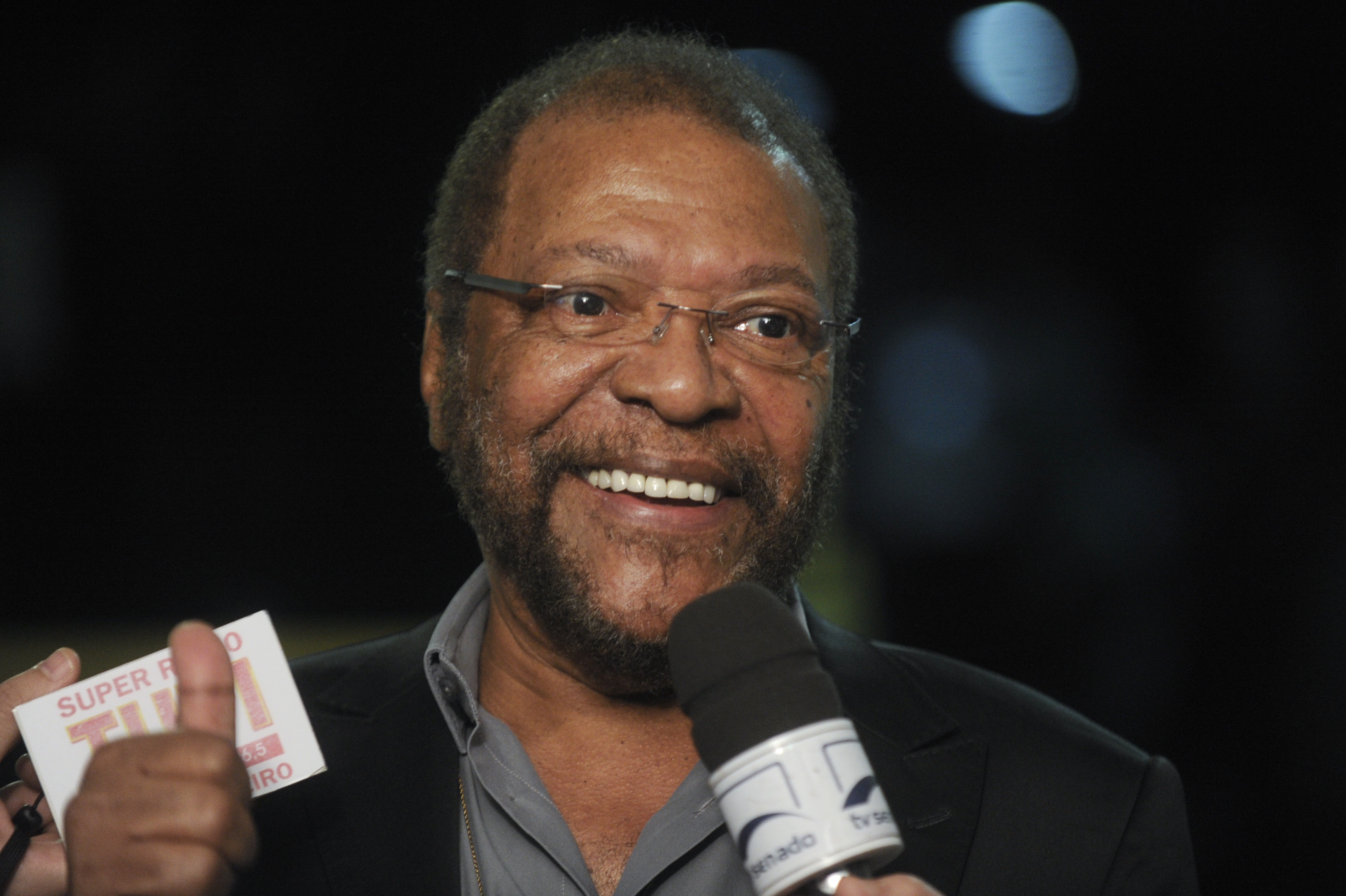
2014

- Vamos Brincar de política? (Editora Global, 1986) - Juvenil
- Kizombas, andanças e festanças (Léo Christiano Editorial, 1992) - Autobiografia
- Joana e Joanes, um romance fluminense (ZFM Editora, 1999) - Novel·la
- Ópera Negra - (Editora Global, 2001) - Ficció
- Memórias póstumas de Teresa de Jesus (Editora Ciência Moderna, 2002) - Novel·la
- Os Lusófonos (Editora Ciência Moderna, 2006) - Novel·la
- Vermelho 17 (ZFM Editora, 2007) - Novel·la
- A Rosa Vermelha e o Cravo Branco (Lazuli Editora, 2008) - Infantil
- A serra do rola-moça (ZFM Editora, 2009) - Novel·la
- A rainha da bateria (Lazuli Editora, 2009) - Infantil
- Fantasias, Crenças e Crendices (Ciência Moderna Editora, 2011) - Literatura Musical
- O Nascimento do Samba (ZFM, 2013) - Literatura Musical
- 2018 - Crônicas de Um Ano Atípico (Kapulana Editora, 2019)- Crònica

## Premis

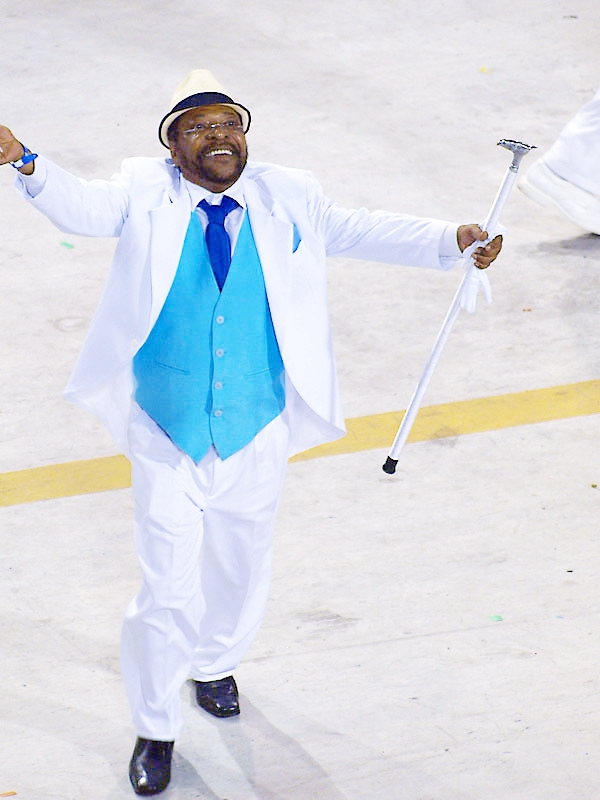
Carnaval de 2009.

- Grammy Llatí[32]

| Any  | Categoria                    | Nominació         |
| ---- | ---------------------------- | ----------------- |
| 2005 | Millor Álbum de Samba/Pagode | Brasilatinidade   |
| 2009 | Millor Álbum de Samba/Pagode | O Pequeno Burguês |
| 2016 | Millor Álbum de Samba/Pagode | De Bem com a Vida |

- Premi de la Música Brasilera[33]

| Any  | Categoria                          | Nominació            |
| ---- | ---------------------------------- | -------------------- |
| 1989 | Millor Álbum de Samba              | Festa da raça        |
| 1991 | Millor Álbum de Samba              | Martinho da Vila     |
| 1992 | Millor Cançó de Samba              | Presença de Noel     |
| 1993 | Millor Álbum de Samba              | No templo da criação |
| 1993 | Millor Cançó de Samba              | Benzedeiras Guardiãs |
| 1993 | Millor intèrpret de Samba          |                      |
| 1995 | Millor intèrpret de Samba          |                      |
| 1996 | Millor Cançó Infantil              | Preto Ferreira       |
| 2008 | Millor intèrpret de Música popular | Martinho da Vila     |